# Archancistrocerus diffinis
Archancistrocerus diffinis är en stekelart som beskrevs av Giordani Soika 1986. Archancistrocerus diffinis ingår i släktet Archancistrocerus och familjen Eumenidae. Inga underarter finns listade.